# Jules Lesseliers
Jules Marie Joseph Polydore Edouard Lesseliers (Gent, 9 oktober 1897 - Koekelberg, 22 maart 1970) was een Belgisch volksvertegenwoordiger.

## Levensloop
De handelaar Lesseliers stelde zich in 1939 kandidaat op de Brusselse lijst van de Parti des Combattants. Deze partij ontstond in de middens van Franstalige vaderlandslievende verenigingen, als protest tegen de benoeming in de Koninklijke Academie voor Geneeskunde van België van de vroegere activist, dr. Adriaan Martens. 
Lesseliers werd de enige verkozene van die kleine en efemere nieuwe partij en vervulde het mandaat tot in 1946. Hij keerde nadien naar zijn commerciële activiteiten terug.